# Либеральная партия Канады
Либера́льная па́ртия Кана́ды (англ. Liberal Party of Canada, фр. Parti libéral du Canada) — одна из трёх важнейших (наряду с Консервативной и Новой демократической) федеральных политических партий страны. На последних парламентских выборах Либеральная партия получила больше 54 % мест в нижней палате парламента и сформировала правительство.

## Характеристика
В XX веке Либеральная партия доминировала на федеральной арене, выиграв 17 всеобщих выборов из 27, при этом после Второй мировой войны — 11 из 17. Партия удерживает позицию в центре политического спектра Канады. В основе политической программы партии лежит приверженность принципу свободного предпринимательства при активной регулирующей роли государства, стремление укрепить федеральную власть, сохранить ведущие отрасли экономики страны под национальным контролем, диверсифицировать её внешнеэкономические и политические связи, отстаивать самобытность культуры и самостоятельность внешней политики Канады.
Как правило, за либералов голосуют жители крупных городов, католики, франкоканадцы, недавние иммигранты, люди среднего достатка, значительная часть рабочих, большинство интеллигенции, мелкие и средние предприниматели. С 80-х гг. наблюдается резкое ослабление популярности партии во всех западных провинциях. Это отражает многолетний рост недовольства в этом регионе политикой федерального либерального правительства.
Как и во многих других политических партиях стран Запада, решающая роль в руководстве канадских партий принадлежит не избираемым на съездах их центральным органам, а лидерам, особенно в периоды, когда партия находится у власти, и её лидер возглавляет правительство.

## История

### Зарождение политических партий Канады
Зарождение политических партий Канады относится ко времени заселения её Верхней и Нижней Канады английским и французскими колонистами. Американская революция вызвала массовый приезд в Канаду значительного числа сторонников так называемой «единой империи». Лоялисты селились в основном на том месте, которое сегодня называется Онтарио (Верхняя Канада) и, частично, на атлантическом побережье Канады. Большинство из них придерживалось мнения о том, что для нормального развития страны необходимо существование господствующего класса в обществе. Этот класс должен был состоять из самых богатых и влиятельных семей, а также из бизнес- и профессиональной элиты колонии. Так же, как и приверженцы данных идей в Великобритании, сторонники этой концепции в Канаде стали называться Тори.
Прародители современной Либеральной партии Канады, напротив, говорили, что, пересекая Атлантику, свободнорожденные англичане не теряют своих прав. Они верили, что главная цель правительства колонии — это благополучие собственно поселенцев.
После войны 1812 года требования самоуправления и создания отдельного государства Канады резко усилились. Американская революция создала определенный прецедент насильственного завоевания независимости, но реформисты решили отказаться от подобного метода ради достижения последовательного и постепенного процесса обретения независимости.
Те колонисты, которые были против теории о правящем классе — реформисты (либералы), были намного менее организованы, чем Тори, которые к тому времени уже находились у власти. В Нижней Канаде реформистов возглавлял Луи-Жозеф Папино, а в Верхней Канаде — Уильям Лайон Макензи.
В Верхней Канаде по всей слабозаселенной территории проходили значительные по размаху митинги в пользу проведения реформ. В Нижней Канаде проходили похожие протесты, и выборы в Ассамблею прошли с превосходством реформистов, возглавляемых Папино.
Между реформистами в разных регионах существовала постоянная связь. Макензи и Папино со своими последователями в Верхней и Нижней Канаде сознательно работали в тесном союзе друг с другом ради достижения общей цели.
Реформисты выступали против предоставления особых привилегий олигархам Верхней и Нижней Канаде. Они представляли собой элиту, которая правила, не считаясь с интересами большинства населения. В Верхней Канаде власть семей была почти тиранической. Однако реформисты осознавали, что единственным эффективным путём к устранению недовольства и уничтожению особых привилегий являлось, по словам У. Лайона Макензи Кинга в 1835 году, создание «британской конституционной системы, согласно которой глава правительства обязан выбирать своих советников и министров из числа людей, принадлежащих к законодательной ветви власти». Реформисты представляли ответственное правительство как средство, созданное для искоренения особых привилегий и предоставления всем равных прав.
Крушение надежд на проведение мирных реформ вынудило реформистов прибегнуть к силе оружия во время восстания 1837 году. Несмотря на то, что мятеж был небольшим по масштабу и быстро провалился, он, тем не менее, продемонстрировал решительность реформистов и показал явную необходимость проведения реформ.
В 1838 году губернатором в Канаду был направлен лорд Дарем. Результатом его миссии стало создание т. н. доклада Дарема, который считается одним из главнейших конституциональных документов в британской колониальной истории. В документе содержалось две основных рекомендации: объединение Верхней и Нижней Канады и предоставление права на создание в колонии самостоятельного правительства.
В 1841 году Акт о Союзе объединил Верхнюю и Нижнюю Канаду и создал новую территориальную единицу.
Проблема создания эффективного правительства, тем не менее, не была решена до всеобщих выборов, проходивших в январе 1848 года. Роберт Болдуин и Луи-Ипполит Лафонтен, лидеры канадских реформистов, осознавали, что создание такого правительства не станет реальностью до тех пор, пока они не получат поддержку большинства членов легислатуры в обеих частях колонии. В 1848 году, 7 лет спустя после того, как Канада стала единой страной, избиратели отдали большинство голосов реформистам. Лафонтену и Болдуину было доверено создание первого кабинета министров. «Двойное» лидерство франко- и англоговорящих Лафонтена и Болдуина символизировало не только союз Онтарио и Квебека, но стало в дальнейшем основой политики Либеральной партии.
Эффективное правительство подразумевает существование хорошо организованных партий, потому что его эффективное функционирование зависит от способности партии постоянно иметь большинство в Законодательной Ассамблее. Коалиция Лафонтена и Болдуина не являлась в строгом смысле слова партией в тот период, и поэтому, когда Лафонтен и Болдуин ушли из большой политики в 1851 году, она быстро распалась. Тем не менее, это было одно из главных достижений в канадской политической истории. Коалиция Лафонтена и Болдуина также являлась первым примером того, что сейчас стало наиболее удивительной отличительной чертой канадской политики — мультикультурной партии, преодолевшей различия между французами и англичанами, объединившей их вместе для управления страной на основе совместно выработанных принципов.
В последующие годы происходила постепенная реструктуризация политических партий. В 1854 году для того, чтобы гарантировать большинство на выборах, была сформирована прогрессивно-консервативная коалиция. Эта коалиция постепенно консолидировалась и превратилась в партию во главе с Джоном А. Макдональдом и Жорж-Этьеном Картье.
В оппозиции прогрессивно-консервативному правительству 1850-х находились 2 группы, возникшие в то время: радикальные либералы Верхней Канады, возглавляемые Джорджем Брауном, и Нижней Канады. К движению Брауна вскоре примкнули его единомышленники из Приморских территорий, но это движение до 1867 года так и не превратилось в настоящую партию.

### Оформление Либеральной партии
Вскоре радикальные либералы Верхней Канады вошли в прогрессивно-консервативную коалицию, на основе которой была образована Партия Реформ или Либеральная партия. Оппозиция Нижней Канады отказалась примкнуть к коалиции. Но, ещё до начала деятельности первого правительства Канады 1 июля 1867 года, Браун с большинством своих сторонников вышел из коалиции, так как Макдональд сформировал первое федеральное правительство без участия своих союзников из Приморских территорий, а также без либералов из Верхней Канады.
Следующие несколько лет на партийной арене царил настоящий хаос, но ко времени вторых выборов в 1872 году постепенно возникла более понятная расстановка сил.
На выборах борьба шла между консервативной правящей партией и реформистской или либеральной оппозицией. Консерваторы доминировали на партийной сцене вплоть до 1896 года за исключением 1873—78 годов.
В ноябре 1873 года Макдональд был вынужден уйти в отставку из-за очередного скандала, и выборы были назначены на следующий год. В 1874 году либералы получили 133 мест, а консерваторы — 73. Следующие четыре года Канадой управляло либеральное правительство, возглавляемое Александром Макензи. За эти годы либералами было проведено много реформ. Самыми значительными были: открытое голосование было замещено тайным, срок проведения выборов сужался до одного дня, был создан Верховный Суд Канады, учрежден институт генерального аудитора, первый департамент по обороне, а также было принято положение о создании отчетов о заседаниях канадского парламента. Несмотря на все эти реформы, Либеральная партия под руководством Макензи не смогла создать обширную избирательную базу во всех провинциях, кроме Онтарио, и в 1878 году правящая партия потерпела сокрушительное поражение на выборах. Консерваторы получили 137 мест, а Либералы — всего 69.
В дальнейшем вплоть до конца XIX века на политической арене доминировали консерваторы.
В целом, партии в Канаде формировались и функционировали по образцу аналогичных партий Великобритании. После 1-й мировой войны наряду с консерваторами и либералами в федеральном парламенте были в разное время представлены от одной до трех малых партий, иногда существенно влиявших на политику правительства.
Именно 70-е годы XIX века относят к моменту создания Либеральной партии Канады. В этот момент происходит окончательное её оформление, и она впервые приходит непосредственно к управлению страной.
В период перед и после Второй мировой войны, отличительной чертой Либеральной партии стала «прогрессивная социальная политика».

### От эпохи Уильяма Лайона Макензи Кинга до Трюдо
Во время между 1921 и 1948 годами большую часть времени Премьер-министром был Уильям Лайон Макензи Кинг. Именно он предложил создать общеканадскую сеть социального страхования. Были приняты такие популярные в любом обществе меры, как выдача субсидий матерям, ежемесячные выплаты всем матерям, имеющим маленьких детей. Также он представил новую программу пенсионного обеспечения, хотя и против своего желания, а потому, что Дж. С. Вудсворт потребовал этого взамен на поддержку его партией правительства меньшинства Кинга.
Позже, Лестер Б. Пирсон, премьер-министр в 1963—68 годах, представил программу всеобщего здравоохранения, Пенсионный план Канады, программу займов для студентов, а также «План канадского благополучия», в котором предполагалось финансирование региональных программ социального обеспечения.

### Эпоха Пьера Элиота Трюдо

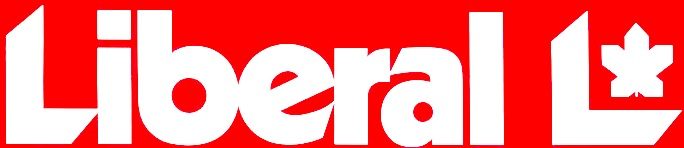
Логотип Либеральной партии 1968 года

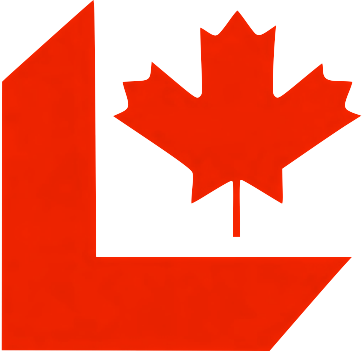
Логотип Либеральной партии 1974 года

У правительства Пьера Трюдо была уже другая цель, а именно создание «справедливого общества». Либеральная партия при Трюдо впервые признала двуязычие, приняв «Акт об официальных языках», который наделял английский и французский языки равными правами в Канаде. Трюдо надеялся, что введение двуязычия зацементирует место Квебека в конфедерации и заставит затихнуть постоянно растущие призывы к отделению Квебека. Данная политика, направленная на трансформацию Канады в страну, где англичане и франкоканадцы могли бы спокойно жить вместе в любой части страны, не боясь необходимости потери родного языка. Несмотря на то, что далеко не всё сложилось, как предполагалось, официальное признание двуязычия помогло остановить планомерную утрату роли французского языка за пределами Квебека, а также гарантировало то, что все федеральные правительственные службы (так же, как и государственное радио и телевидение Канадской вещательной корпорации) были доступны на обоих языках в каждом уголке страны.
Либеральная партия, возглавляемая Трюдо, также официально поддерживала мультикультурализм как средство интеграции иммигрантов в канадское общество, которым теперь не было необходимости отказываться от своей культуры. В результате такого отношения к иммиграционной политике, партия получила поддержку среди недавних иммигрантов и их детей.
Но наиболее длительный эффект при правлении Либеральной партии Трюдо имели репатриация Конституции Канады и создание Канадской хартии прав и свобод. Либералы при Трюдо поддерживали идею о необходимости сильного, централизованного правительства и боролись с квебекским сепаратизмом, крайним проявлением квебекского национализма, при помощи придания Квебеку статуса «особого общества».

### От ухода Пьера Элиота Трюдо до современности
После ухода Трюдо в 1984 году многие либералы, такие, как Жан Кретьен и Клайд Уэллс, продолжили претворение в жизнь концепта Трюдо о федерализме. Другие, такие, как Джон Тёрнер, поддержали Мич-Лейкское и Шарлоттаунское Конституционные соглашения, в которых признавалась роль Квебека, как особого общества и предлагалось укрепить власть провинций в ущерб власти федерального центра.
Данные Конституционные соглашения не нашли достаточной поддержки. Во главе с новым лидером, Джоном Тёрнером, Либеральная партия проиграла на выборах 1984 года, и получила всего лишь 40 мест в Палате общин. Прогрессивно-консервативная партия выиграла выборы во всех провинциях, включая Квебек. Это было самое тяжелое поражение либералов за всю историю. Более того, Новая демократическая партия получила почти столько же мест, сколько и либералы, и многие думали, что демократы отбросят либералов на место третьей партии. Либеральная партия Канады начала процесс долгой реструктуризации. Небольшая группа молодых либералов, известная как Rat Pack, получила большую известность, критикуя каждый шаг консервативного правительства Брайана Малруни.
Выборы 1988 года вошли в историю как период отчаянной борьбы оппозиции Тёрнера против принятия канадо-американского соглашения о свободной торговле, которое подписало прогрессивно-консервативное правительство во главе с Премьер-министром Брайаном Малруни. Хотя большинство канадцев выступало против этого соглашения, Тори, получив большинство в правительстве, подписали его. Либеральная партия сумела восстановиться от того «полураспада», который чуть было не случился с ней в 1984 году, получив 83 места и, тем самым, положив конец разговорам касательно её заката её эпохи и замещения Новой Демократической партией Канады.
Тёрнер ушел в отставку в 1990 году на фоне растущего недовольства партии его лидерством. Его место занял Жан Кретьен, главный соперник Тёрнера, который служил еще при кабинетах Пирсона и Трюдо. Либералы Кретьена провели избирательную кампанию 1993 года, основываясь на обещании вступить в НАФТА и отменить налог на товары и услуги. Они выпустили «Красную книгу», где подробно описали, что будут делать либералы в случае, если победят на выборах. В истории канадских политических партий такого еще никогда не было. Имея полное преимущество ввиду неспособности преемницы Малруни, Ким Кэмпбелл, преодолеть всю ту антипатию, которую завоевал для своей партии Малруни, Либеральная партия победила на выборах с огромным преимуществом и получила 177 мест — третий лучший результат за всю историю партии, и лучший с 1949 года. Прогрессивные консерваторы, после победы на прошлых выборах, в этот раз получили лишь 2 места. Это было самое тяжелое поражение, которое когда-либо приходилось на долю правящей партии федерального уровня в Канаде. Либералы получили чуть меньше мест на следующих выборах 1997 года, но почти приблизились к результату 1993 года в 2000 году.
Следующие десять лет либералы доминировали на политической арене Канады так, как еще никогда не доминировали со времен Конфедерации. Это произошло благодаря распаду «большой коалиции» западных консервативных популистов, квебекских националистов и консерваторов Онтарио, поддерживавших Прогрессивно-консервативную партию в 1984 и 1988 годах. Причем большое количество Тори из Онтарио примкнуло к либералам.
Пол Мартин сменил Жана Кретьена на посту лидера Либеральной партии и премьер-министра в 2003 году. Именно Мартин был автором Красной Книги 1993 года. Несмотря на личную вражду между двумя лидерами, Мартин был главным архитектором экономической политики либералов, занимал пост министра финансов на протяжении 90-х годов. В июне 2004 года либералы Мартина вновь победили на выборах, хотя уже с меньшим перевесом голосов, и стали теперь правительством меньшинства.
Вскоре произошел скандал, в который оказалась замешана Либеральная партия. Впервые за 10 лет опрос общественного мнения показал резкий поворот симпатий населения в сторону консерваторов. 28 ноября правительству был вынесен вотум недоверия, Пол Мартин подал в отставку. Новые выборы были назначены на январь 2006 года. На выборах либералы проиграли, получив 103 места, тем не менее, им удалось удержать достаточное количество голосов для того, чтобы консерваторы во главе со Стивеном Харпером стали лишь правительством меньшинства. Это случилось благодаря выборам в Онтарио, где либералы одержали верх над консерваторами. Пол Мартин ушел с поста лидера Либеральной партии в день выборов.
На парламентских выборах 2 мая 2011 года Либеральная партия Канады под руководством Майкла Игнатьева получила всего 34 места, на 43 меньше, чем в предыдущем составе Палаты Общин. Партия потеряла при этом статус официальной оппозиции в пользу Новой демократической партии, получившей 102 места в парламенте. 3 мая 2011 года Майкл Игнатьев объявил о своей отставке и о намерении вернуться к преподавательской деятельности.
В апреле 2013 года лидером партии избран Джастин Трюдо, сын Пьера Трюдо. На всеобщих выборах 19 октября 2015 года в палату общин были избраны 184 депутатов от Либеральной партии Канады, которая таким образом получила абсолютное большинство из 338 мест, и 4 ноября 2015 года образовала новое правительство под председательством Трюдо.